# آکه بریکس
آکه بریکس (انگلیسی: Aage Brix; ۹ دسامبر ۱۸۹۴ – ۱۶ مارس ۱۹۶۳) بازیکن فوتبال اهل ایالات متحده آمریکا بود.

وی همچنین در تیم ملی فوتبال ایالات متحده آمریکا بازی کرده‌است.